# Лудчицкий сельсовет
 Лу́дчицкий сельсовет (бел. Лу́дчыцкі сельсавет) — административно-территориальная единица Быховского района Могилёвской области Белоруссии. Административный центр — агрогородок Лудчицы.

## Состав
Включает 11 населённых пунктов:
- Дубовка — деревня.
- Заяченье — деревня.
- Ирдица — посёлок.
- Комсомольский — посёлок.
- Лудчицы — агрогородок.
- Неряж — агрогородок.
- Осовщина — деревня.
- Савичев Рог — посёлок.
- Слобода — деревня.
- Станок — посёлок.
- Станция Лудчицы — посёлок.

Упразднённые населённые пункты:
- Подлука— деревня.
- Староселье— деревня.